# بوشكينغاش (كاروتيغين)
بوشكينغاش (Бошкенгаш, Ленинский) هي مدينة في مقاطعة كاروتيغين في طاجيكستان.